# Charles Van Den Bussche
Charles Félix François Marie Joseph Van Den Bussche (18 de octubre de 1876-9 de octubre de 1958) fue un deportista belga que compitió en vela en la clase 6 Metre. Participó en los Juegos Olímpicos de Amberes 1920, obteniendo una medalla de plata en la clase 6 Metre.

## Palmarés internacional
| Juegos Olímpicos | Juegos Olímpicos  | Juegos Olímpicos | Juegos Olímpicos       |
| Año              | Lugar             | Medalla          | Clase                  |
| ---------------- | ----------------- | ---------------- | ---------------------- |
| 1920             | Amberes (Bélgica) | Medalla de plata | 6 Metre (sistema 1919) |